# Warta Glass Panevėžys

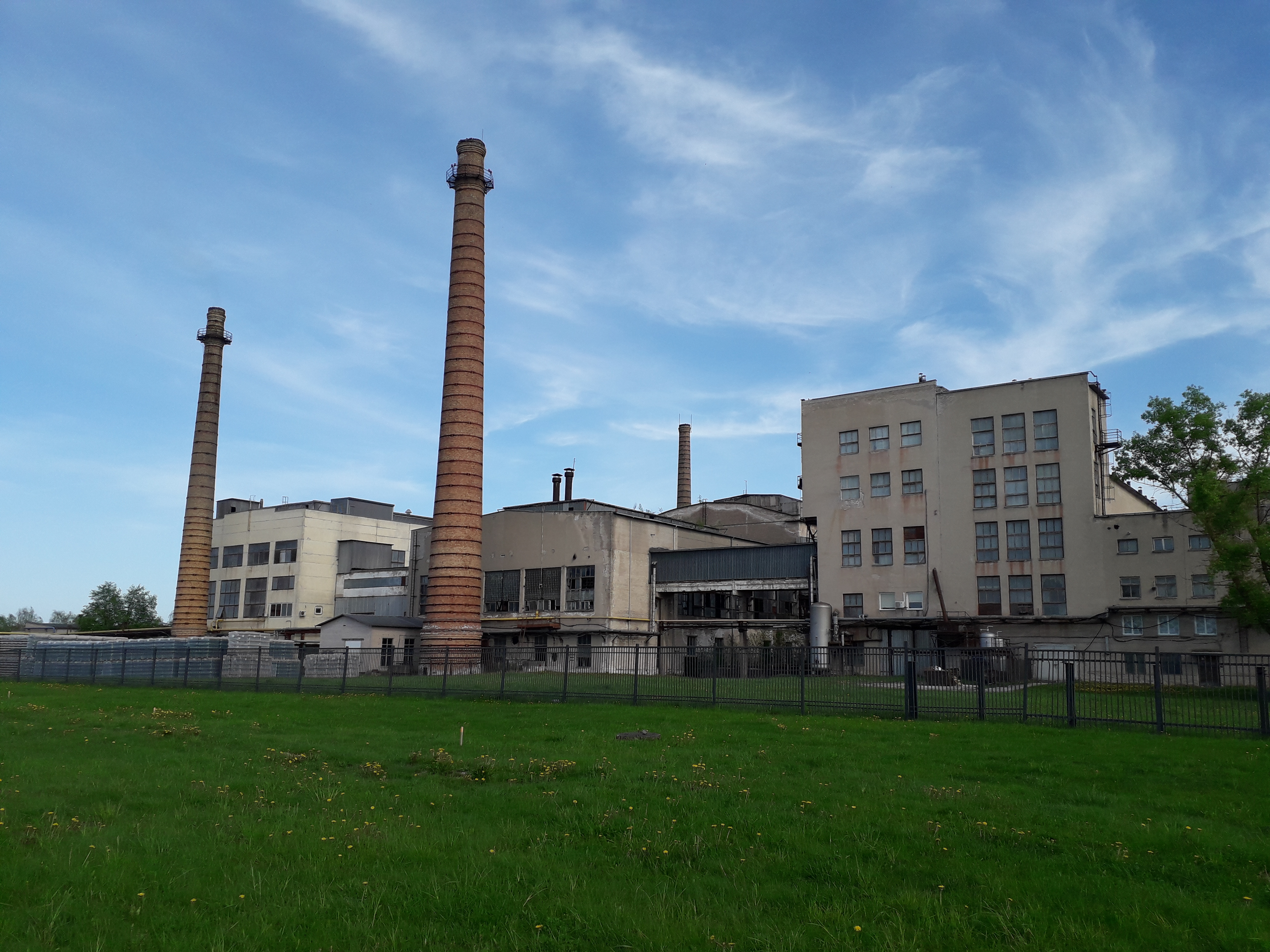
Fabrikgebäude der Warta Glass Panevėžys

AB Warta Glass Panevėžys ist ein Glashersteller in Panevėžys und gehört über die polnische Warta Glass dem portugiesischen Unternehmen BA Vidro.
Es wurde 1965 errichtet und war der größte Herstellungsbetrieb für Glas und verwandte Produkte nicht nur in Litauen, sondern im ganzen Baltikum. Es gab 1300 Mitarbeiter. Während der Russland-Krise 1998 erlitt das Unternehmen entscheidend. Die Gesellschaft sollte in der Europäischen Union  wettbewerbsfähig werden. 2002 genehmigte die Regierung Litauens den Plan der Hilfe. Das Unternehmen geriet beinahe in Konkurs. 2009 wurde AB „Panevėžio stiklas“ zu AB „Warta Glass Panevėžys“.

## Gewerkschaften
Im Unternehmen gibt es drei Gewerkschaften: 
- "Panevėžio stiklas" Inžinierių ir tarnautojų sąjunga (Ingenieure und Angestellte)
- Akcinės bendrovės "Panevėžio stiklas" darbininkų profesinė sąjunga (Arbeiter)
- Akcinės bendrovės "Panevėžio stiklas" stiklininkų sąjunga (Glasarbeiter).